# Enoch A. Bryan
Enoch Albert Bryan (Bloomington, 1855. május 10. – Pullman, 1941. november 6.) tankerületi felügyelő, a Vincennes-i Egyetem latin- és görög szakos oktatója, majd 1883 és 1893 között az intézmény vezetője, valamint a Washingtoni Állami Egyetem harmadik rektora.

## Élete
Bryan 1855. május 10-én született az Indiana állambeli Bloomingtonban. Enoch édesapja John Bryan presbiteriánus tiszteletes, édesanyja pedig Eliza Jane Phillips Bryan. John Bryan 1855 januárjától szolgálta a bloomingtoni kongregációt, majd szeptembertől a közösség állandó lelkipásztora lett.
Bryan tanulmányainak egy részét otthon, egy részét pedig köziskolákban töltötte, majd beiratkozott az Indianai Egyetem ókortörténeti kurzusára, ahol 1878-ban A.B (alap-), majd 1884-ben A.M (mester-) fokozatot szerzett; utóbbi végzettséget 1893-ban a Harvard Egyetemen is megkapta. Enoch Bryan négy egyetemen is megkapta a jog tiszteletbeli doktora címet: a Monmouth-i Főiskolán (1902), a Michigani Állami Egyetemen (1907), az Indianai Egyetemen (1920), valamint a Washingtoni Állami Egyetemen (1929).
Bryan 1881. május 12-én feleségül vette az 1856. március 10-én, az Illinois állambeli Grayville-ben született Harriet „Hattie” Williamset. A házaspárnak négy gyermeke született: Bertha E. (1881–1900), Arthur William, Eliza és Gertrude. Enochnak három testvére volt: Jennie Bryan, Joseph Bryan, valamint William Lowe Bryan, aki 1902 és 1937 között az Indianai Egyetem rektora volt.
Dr. Enoch A. Bryan 1941. november 6-án hunyt el Pullmanben; búcsúztatása 8-án volt a Fairmount temetőben, ahol Bertha lányával és az 1935. november 26-án elhunyt feleségével közös sírba temették.

## Munkássága
Enoch Albert Bryan három éven át töltötte be a grayville-i tankerület felügyelői tisztségét, majd 1882-től a Vincennes-i Egyetem latin- és görög szakos oktatója, a rákövetkező évtől pedig az intézmény vezetője lett. Az 1801-ben Vincennes városában alapított egyetemnek 1891-ben tizenkét oktatója volt; egyikük a botanika-fizika szakos William Jasper Spillman, aki Bryan érkezett a Washingtoni Mezőgazdasági Főiskola és Tudományos Iskolába (ma Washingtoni Állami Egyetem).
Enoch 1893-ban, három évvel az állami törvényhozás általi megalapítás, és egy évvel a megnyitás után érkezett a Palouse-völgyi intézménybe. A férfi tevékenységének köszönhetően 1894-re a főiskolának tizennégy oktatója volt, akik az angol nyelv, a botanika, a kémia, a fizika, az állattan, a mezőgazdaság és a kertészet területén tanítottak, valamint voltak köztük település- és gépészmérnök oktatók is. Enoch történelem- és politikatudományi professzor, rektor, valamint a mezőgazdasági kísérleti állomás igazgatója volt.
Bryan egyik eredménye a szabadelvű- és a gyakorlati oktatás egyesítése; az egyetemen ma is eszerint tanítanak. 1905-ben a törvényhozás a szakterületek bővülése miatt engedélyezte a névváltoztatást, ekkor az intézményt Washingtoni Állami Főiskolára keresztelték át. Albert Bryan 1915-ben a földadományozási törvényhez kapcsolódóan alapított felsőoktatási intézményeket összefogó szervezet vezetője lett, majd ez év december 15-én a Washingtoni Állami Főiskola rektorává választották.
Albert Bryan tevékenységének elismeréséül George A. Frykman professzor egy centenáriumi visszaemlékezésben a következőket írta: „Amikor 1915 júniusában megkezdődött Bryan utolsó rektori ciklusa, az oktatók és hallgatók számában történt drasztikus növekedés rámutatott, hogy a Washingtoni Állami Főiskola előtt fényes jövő áll”.
Az igazgatótanács 1916. május 12-i döntésével az új könyvtár és díszterem Dr. Enoch A. Bryan Rektor Emeritus nevét viseli; az egyetem óratornyát magába foglaló épület ma az intézmény legismertebb pontja.
1970. december 1-jén az Egyesült Államok Kongresszusa a Kígyó-folyón a Kis Lúd-gátnál található tavat Bryan tó névre keresztelte.
Enoch Bryan rektori megbízatásának lejártával 1917 és 1923 között Idaho állam oktatási biztosának szerepét töltötte be, majd 1939-ig a Washingtoni Állami Egyetem gazdaságtörténeti oktatója volt, ekkor nyugdíjazásával a Professor Emeritus cím birtokosa lett.
A férfi három könyvet írt: ezek a The mark in Europe and America (1893), a The History of the State College of Washington (1928) és az Orient Meets Occident: The Advent of the Railways to the Pacific Northwest (1936).

## Fordítás
Ez a szócikk részben vagy egészben  az   Enoch Albert Bryan című angol Wikipédia-szócikk ezen változatának fordításán alapul.  Az eredeti cikk szerkesztőit annak laptörténete sorolja fel. Ez a jelzés csupán a megfogalmazás eredetét és a szerzői jogokat jelzi, nem szolgál a cikkben szereplő információk forrásmegjelöléseként.